# 諫早湾

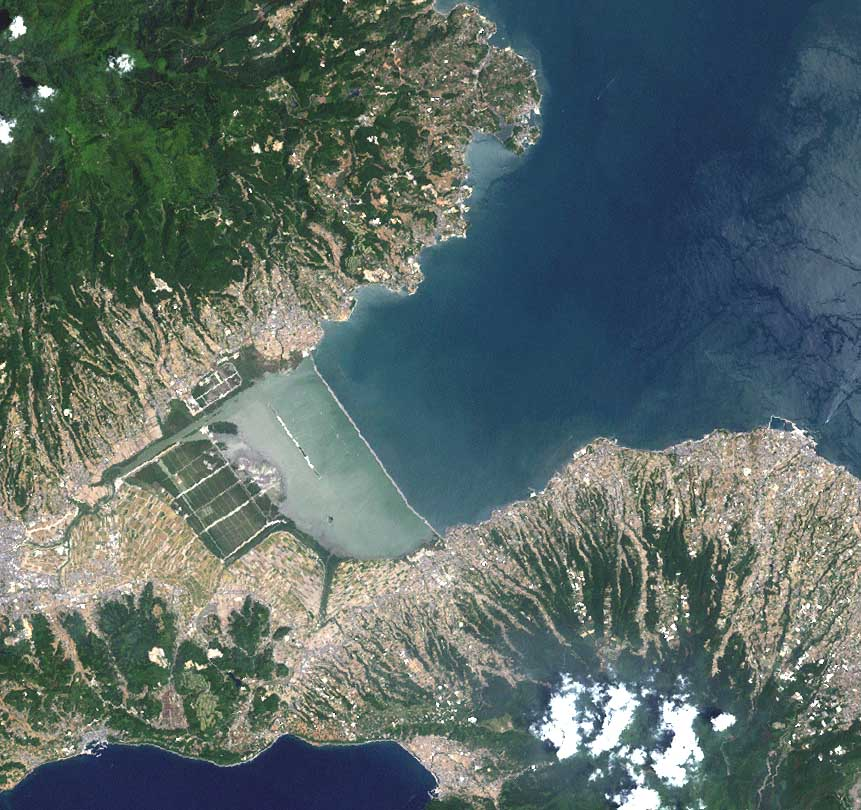
宇宙から見た諫早湾（2001年）

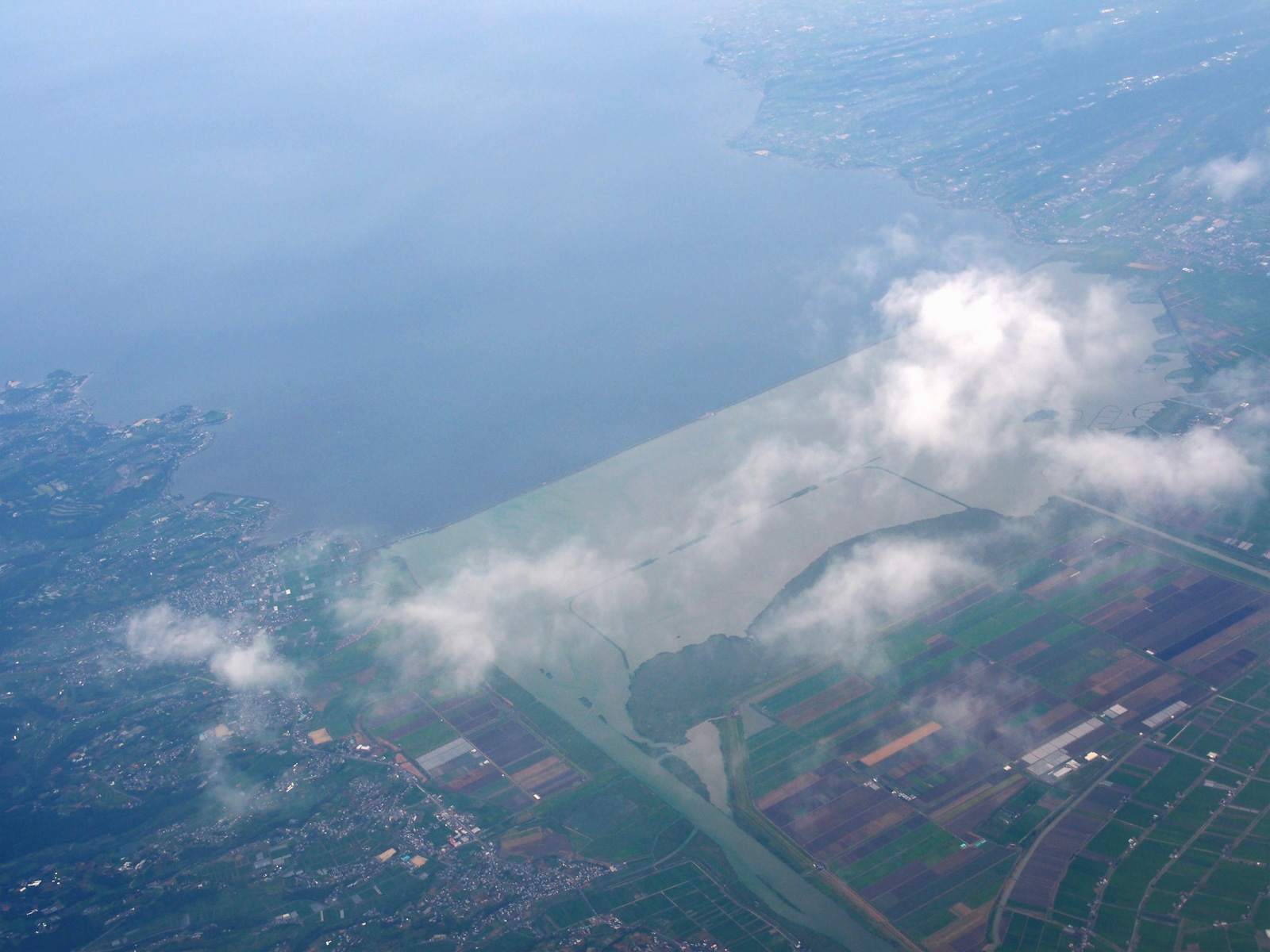
諫早湾

諫早湾（いさはやわん）は、有明海の中央部西岸からさらに南西側に入りこんだ湾を指す呼称である。泉水海とも呼ばれる。
遠浅の干潟を利用して、古くより有明海の干拓が行われてきたが、1989年より着工した国営諫早湾干拓事業が、有明海全体を含んだ環境保全上の争点となっている。

## 地理
佐藤・田北他（2000）は、諫早湾の区分を「多比良と竹崎を結ぶ線より西側の水域」と定義している。これに従えば海域の面積は約65km2（調整池を除く）、沿岸自治体は長崎県諫早市・雲仙市、佐賀県太良町となる。
北東部は有明海に繋がるが、北西部に多良岳山系、南部に島原半島があり、南北から山に挟まれる。湾奥には諫早平野と干拓地が広がる。
主な流入河川は延長21kmの本明川が湾奥部に注ぐほか、田古里川や船津川、境川、深海川、二反田川、有明川、西郷川、神代川、土黒川などがある。有明海では大規模な河川が少ない地域である。
繋がる有明海と同様に、干満の大きさと遠浅の地形を特徴とする。有明海の主な海流は早崎瀬戸から流入し東岸から左回りに巡るが、諫早湾においてはその海流の影響が小さくなり、海底や干潟の底に細かい泥が厚く堆積する。

## 歴史
湾奥部の潮間帯には泥干潟が広がり、泥質部を好むシチメンソウ（ミルマツナ）、ウミマイマイ、ハイガイ、タイラギ、カキ、アゲマキ、ハラグクレチゴガニ、アリアケガニ、シオマネキ、ムツゴロウなどの生物が生息していた。
食糧難時代に農地を増やすため構想された国営諫早湾干拓事業が目的を変えながら生き残り、1989年から開始され、1997年には諫早市と雲仙市に跨る約35km2の海域が締め切られた。締め切られた堤防内は干潟の乾燥化と調整池内の淡水化が進み、干潟の生物が徐々に死滅した一方、二枚貝の一種であるヒラタヌマコダキガイが激増するなどの変化が見られた。水質も汚染が進み周辺では悪臭を感じることもあり、その汚水が排出されることによって有明海全体が汚染されようとしているという指摘もある。また、工事に使用する海砂を有明海中央部海底より採取したが、締め切り直後の1997年にはその有明海中央部で貧酸素水塊が発生したことが報告されている（東,1999）。「優良農地」というふれこみでやってきた農民も実際には石や貝殻の散らばる土地に悩まされ、開門派漁民との対立も深刻化し、「死の海」「横綱格の失敗事業」と評される。
締め切り堤防の上には諫早湾干拓堤防道路が作られ、2007年末に開通した。